# Monferran-Plavès
 Monferran-Plavès  (en occitano Montferran e Plavès) es una población y comuna francesa, ubicada en la región de Mediodía-Pirineos, departamento de Gers, en el distrito de Auch y cantón de Saramon.

## Demografía
| 158 | 131 | 110 | 111 | 119 | 111 |
| Para los censos de 1962 a 1999 la población legal corresponde a la población sin duplicidades (Fuente: INSEE [Consultar]) |     |     |     |     |     |